# Акназарово (Мелеузівський район)
Акназа́рово (рос. Акназарово, башк. Аҡназар) — присілок у складі Мелеузівського району Башкортостану, Росія. Входить до складу Саришевської сільської ради.
Населення — 168 осіб (2010; 189 в 2002).
Національний склад:
- башкири — 98%